# Donya Feuer
Donya Feuer, född 31 oktober 1934 i Philadelphia, Pennsylvania, död  6 november 2011 i Stockholm, var en amerikansk-svensk koreograf, dansare, manusförfattare och regissör.
Feuer studerade vid Juilliard School of Music. Tillsammans med Paul Sansardo öppnade Donya Feuer  A Studio for Dance i New York 1955. Perioden 1952-1956 var hon dansare vid Martha Graham Company. Hon var sedan 1966 engagerad som koreograf vid Dramaten i Stockholm. 

## Regi i urval
Film och Television
- 1994 – Dansaren
- 1995 – Martha Graham 100 år, SVT
- 2000 – The Working of Utopia

### Koreografi i urval
- 1975 – Trollflöjten (regi Ingmar Bergman)
- 1992 – Markisinnan de Sade (regi Ingmar Bergman)
- 1996 – Jerusalem (regi Bille August)

### Roller i urval
- 1975 – Trollflöjten
- 1976 – Ansikte mot ansikte
- 1987 – Dirigenterna
- 1994 – Dansaren

## Teater och opera

### Regi i urval
| År   | Produktion                                      | Upphovsmän                                        | Teater                   |
| ---- | ----------------------------------------------- | ------------------------------------------------- | ------------------------ |
| 1967 | En midsommarnattsdröm A Midsummer Night's Dream | William Shakespeare Översättning Allan Bergstrand | Parkteatern/ Dramaten    |
| 1967 | Om fem år                                       | Federico Garcia Lorca                             | Dramaten                 |
| 1968 | Stormen The Tempest                             | William Shakespeare                               | Dramaten                 |
| 1969 | Bröllopsfesten Hochzeit                         | Elias Canetti                                     | Dramaten                 |
| 1976 | Gilgamesh                                       |                                                   | Kungliga Operan          |
| 1978 | Klassikerstormen                                |                                                   | Dramaten                 |
| 1979 | Othello                                         | William Shakespeare                               | Tröndelags Teater, Norge |
| 1979 | Lika för lika                                   | William Shakespeare                               | Dramaten                 |
| 1980 | Kvinnors liv och kärlek                         |                                                   | Dramaten                 |
| 1980 | Månen                                           |                                                   | Göta Lejon               |
| 1981 | Vi ses i Berlin                                 |                                                   | Dramaten                 |
| 1981 | Påsk                                            | August Strindberg                                 | Dramaten                 |
| 1987 | Slottet det vita                                |                                                   | Kungliga Operan          |
| 1988 | På håret-revyn                                  |                                                   | Dramaten                 |
| 1989 | Det vackra blir liksom över                     |                                                   | Dramaten                 |
| 1988 | En överlevandes minnen                          |                                                   | Kulturhuset              |

### Koreografi i urval
| År   | Produktion                   | Upphovsmän          | Regi                | Teater   |
| ---- | ---------------------------- | ------------------- | ------------------- | -------- |
| 1975 | Trettondagsafton             | William Shakespeare | Ingmar Bergman      |          |
| 1977 | Aniara                       | Harry Martinson     | Blomdahl            |          |
| 1980 | Hustruskolan                 | Molière             | Alf Sjöberg         |          |
| 1981 | Från regnormarnas liv        | Per Olov Enquist    |                     |          |
| 1984 | Kung Lear                    | William Shakespeare | Ingmar Bergman      | Dramaten |
| 1985 | Julius Caesar                | William Shakespeare | Staffan Roos        |          |
| 1989 | Markisinnan de Sade          | Yukio Mishima       | Ingmar Bergman      | Dramaten |
| 1989 | Ett dockhem                  | Henrik Ibsen        | Ingmar Bergman      | Dramaten |
| 1991 | Peer Gynt                    | Henrik Ibsen        | Ingmar Bergman      | Dramaten |
| 1992 | Dödgrävaren                  | Hans Alfredson      | Jan-Olof Strandberg | Dramaten |
| 1994 | En vintersaga                | William Shakespeare | Ingmar Bergman      | Dramaten |
| 1995 | Misantropen                  | Molière             | Ingmar Bergman      | Dramaten |
| 1995 | Yvonne, prinsessa av Burgund | Witold Gombrowicz   | Ingmar Bergman      | Dramaten |
| 2000 | Maria Stuart                 |                     | Ingmar Bergman      | Dramaten |
| 2002 | Näktergalen                  |                     | Gunnel Linblom      |          |

### Roller i urval
| År   | Roll                                      | Produktion                                       | Regi           | Teater   |
| ---- | ----------------------------------------- | ------------------------------------------------ | -------------- | -------- |
| 1965 | Medverkande                               | Yvonne, prinsessa av Bourgogne Witold Gombrowicz | Alf Sjöberg    | Dramaten |
| 1994 | Vasti, Devil’s angel Hagar, Devil’s angel | Goldbergvariationer George Tabori                | Ingmar Bergman | Dramaten |